# Antanas Vilimavičius
Antanas Vilimavičius war ein litauischer Fußballspieler. 

## Karriere
Antanas Vilimavičius spielte in seiner Fußballkarriere von 1931 bis 1938 für den KSS Klaipėda, einem Verein der litauischen Minderheit in der ehemaligen deutschen Stadt Memel.
Von 1931 bis 1937 absolvierte Vilimavičius einundzwanzig Länderspiele für die Litauische Fußballnationalmannschaft. Er debütierte dabei unter dem österreichischen Nationaltrainer Vinzenz Dittrich bei der Austragung des Baltic Cup 1931 gegen Estland. Mit der Auswahl von Litauen nahm Vilimavičius in den 1930er Jahren insgesamt fünfmal am Baltic Cup teil.